# The Eddie Cantor Story
The Eddie Cantor Story (bra: Nas Asas da Fama, ou Nas Asas da Dança) é um filme biográfico estadunidense de 1953 dirigido por Alfred E. Green e estrelado por Keefe Brasselle como Eddie Cantor.
Estreou em São Paulo em 31 de agosto de 1955.

## Elenco
- Keefe Brasselle ... Eddie Cantor
- Dick Monda ... Eddie Cantor (jovem)
- Marilyn Erskine ... Ida
- Gerald Mohr ... Rocky
- Aline MacMahon ... vó Ester
- William Forrest ... Flo Ziegfeld
- Eddie Cantor (participação especial)